# Mallos chamberlini
Espèce
Mallos chamberlini est une espèce d'araignées aranéomorphes de la famille des Dictynidae.

## Distribution
Cette espèce est endémique du Morelos au Mexique,. Elle se rencontre à Cuernavaca vers 1 300 m d'altitude.

## Description
Les femelles mesurent de 5,26 à 6,64 mm.

## Étymologie
Cette espèce est nommée en l'honneur de Ralph Vary Chamberlin.

## Publication originale
- Bond & Opell, 1997 : Systematics of the spider genera Mallos and Mexitlia (Araneae, Dictynidae). Zoological Journal of the Linnean Society, vol. 119, p. 389-445 (« texte intégral »(Archive.org • Wikiwix • Archive.is • Google • Que faire ?)).